# NGC 35
NGC 35 è una galassia a spirale situata nella costellazione della balena. È stata scoperta il 21 novembre 1886 dall'astronomo statunitense Lewis A. Swift.